# Willi Apel
Willi Apel (10. října 1893 Chojnice, Pruské království – 14. března 1988 Bloomington, Indiana) byl americký muzikolog německého původu, narozený v západopruské Chojnici, dnešním Polsku.

## Život
Willi Apel byl vlivná osobnost v oblasti hudební vědy 20. století. Studoval v Berlíně hru na klavír a hudební vědu a v roce 1936 promoval s prací „Accidentien und Tonalität in den Musikdenkmälern des 15. und 16. Jahrhunderts“, a ještě v témže roce emigroval do USA. Zde v letech 1936 až 1943 vyučoval na „Longy School of Music“ v Cambridgi ve státě Massachusetts. V letech 1938 až 1942 byl profesorem na Harvardově univerzitě a na Radcliffe College, v letech 1950 až 1970 přednášel hudební vědu na Indianské univerzitě. Roku 1963 odešel do penze a zemřel v roce 1988.
Po jeho smrti, založila jeho vdova Ursula Apel-Siemeringová nadaci na podporu studentů staré hudby na „School of Music“ Indianské univerzity.

## Publikace
výběr
- jako vydavatel: Harvard Dictionary of Music. Harvard University Press, Cambridge MA 1944.
- The Notation of Polyphonic Music, 900–1600 (= Mediaeval Academy of America. Publication 38, ISSN 0076-583X). The Mediaeval Academy of America, Cambridge MA 1942 (německy: Die Notation der polyphonen Musik. 900–1600. 5. Auflage. Breitkopf & Härtel, Leipzig 1962, Wiesbaden u. a. 2006, ISBN 3-7651-0180-X).
- Masters of Keyboard. A brief Survey of Pianoforte Music. Harvard University Press, Cambridge MA 1947.
- Geschichte der Orgel- und Klaviermusik bis 1700. Bärenreiter-Verlag, Kassel u. a. 1967 (anglicky jako: The History of Keyboard Music to 1700. překlad a revize Hans Tischler. Indiana University Press, Bloomington IN u. a. 1972, ISBN 0-253-32795-4).
- Die italienische Violinmusik im 17. Jahrhundert (= Archiv für Musikwissenschaft. Beiheft 21). Franz Steiner Verlag, Wiesbaden 1983, ISBN 3-515-03786-1 (anglicky jako: Italian Violin Music of the Seventeenth Century. Edited by Thomas Binkley. Indiana University Press, Bloomington IN u. a. 1990, ISBN 0-253-30683-3).